# Ху Чін-Бі
Ху Чін-Бі (нар. 4 травня 1977) — колишня малайзійська тенісистка.
Найвищу одиночну позицію світового рейтингу — 329 місце досягла 15 вересня 2003, парну — 209 місце — 17 серпня 1998 року.
Здобула 1 одиночний та 9 парних титулів туру ITF.
Завершила кар'єру 2009 року.

## Фінали ITF
| Турніри $100,000 |
| Турніри $75,000  |
| Турніри $50,000  |
| Турніри $25,000  |
| Турніри $10,000  |

### Одиночний розряд: 6 (1–5)
| Результат | Ранг | Дата              | Турнір                     | Покриття | Суперниця            | Рахунок       |
| --------- | ---- | ----------------- | -------------------------- | -------- | -------------------- | ------------- |
| Поразка   | 1.   | 11 листопада 1996 | ITF Маніла, Філіппіни      | Тверде   | Марікріс Ґенц        | 0–6, 1–6      |
| Поразка   | 2.   | 17 листопада 1997 | ITF Маніла, Філіппіни      | Тверде   | Чень Цзінцзін        | 1–6, 6–7(2–7) |
| Поразка   | 3.   | 28 квітня 2003    | ITF Джакарта, Індонезія    | Ґрунт    | Чжуан Цзяжун         | 5–7, 4–6      |
| Поразка   | 4.   | 21 червня 2003    | ITF Inchon, Південна Корея | Тверде   | Акгуль Аманмурадова  | 5–7, 1–6      |
| Перемога  | 5.   | 17 серпня 2003    | ITF Лагос, Нігерія         | Тверде   | Мегга Вакарія        | 6–1, 6–2      |
| Поразка   | 6.   | 31 серпня 2003    | ITF Нью-Делі, Індія        | Тверде   | Сучанун Віратпрасерт | 2–6, 4–6      |

### Парний розряд: 22 (9–13)
| Результат | Ранг | Дата              | Рівень | Турнір                         | Покриття | Партнерка           | Суперниці                                | Рахунок             |
| --------- | ---- | ----------------- | ------ | ------------------------------ | -------- | ------------------- | ---------------------------------------- | ------------------- |
| Поразка   | 1.   | 26 лютого 1996    | 10,000 | ITF Преторія, ПАР              | Тверде   | Суріна Де Беер      | Heather Matthews Sara Tse                | 6–2, 6–7(4–7), 3–6  |
| Поразка   | 2.   | 4 березня 1996    | 10,000 | ITF Габороне, Ботсвана         | Тверде   | Суріна Де Беер      | Одра Бреннон Dana Evans                  | 4–6, 5–7            |
| Поразка   | 3.   | 18 серпня 1996    | 10,000 | ITF Стамбул, Туреччина         | Тверде   | Аліче Пірсу         | Іпек Шенолу Десислава Топалова           | 1–6, 4–6            |
| Перемога  | 4.   | 9 вересня 1996    | 10,000 | ITF Bangkok, Індія             | Тверде   | Лінда Янссон        | Kim Hye-jeong Chotika Wannachinda        | 6–2, 4–6, 6–3       |
| Поразка   | 5.   | 4 листопада 1996  | 10,000 | ITF Маніла, Філіппіни          | Тверде   | Won Kyung-joo       | Такасе Аямі Ямаґісі Йоріко               | 3–6, 4–6            |
| Перемога  | 6.   | 11 листопада 1996 | 10,000 | ITF Маніла, Філіппіни          | Тверде   | Won Kyung-joo       | Маріеке Гунаван Сузанна Вібово           | 6–1, 6–3            |
| Поразка   | 7.   | 10 листопада 1997 | 10,000 | ITF Маніла, Філіппіни          | Тверде   | Weng Tzu-ting       | Дін Дін Лі Тін                           | 5–7, 3–6            |
| Поразка   | 8.   | 10 листопада 1998 | 25,000 | ITF Циндао, КНР                | Тверде   | Сатоко Куріока      | Лі Лі Ї Цзін-Цянь                        | 4–6, 2–6            |
| Перемога  | 9.   | 3 липня 2000      | 10,000 | ITF Едмонд, США                | Тверде   | Chang Kyung-mi      | Джакелін Трейл Сінді Вотсон              | 6–4, 6–4            |
| Поразка   | 10.  | 8 липня 2001      | 10,000 | ITF Гаосюн, Тайвань            | Тверде   | Weng Tzu-ting       | Макі Арай Куміко Їдзіма                  | w/o                 |
| Поразка   | 11.  | 28 жовтня 2001    | 10,000 | ITF Маніла, Філіппіни          | Тверде   | Chao Hsiao-han      | Чжуан Цзяжун Weng Tzu-ting               | 4–6, 4–6            |
| Поразка   | 12.  | 12 серпня 2002    | 10,000 | ITF Nakhon Ratchasima, Таїланд | Тверде   | Вілаван Чомптанґ    | Ліза Андріяні Вукірасіх Савондарі        | 2–6, 1–6            |
| Перемога  | 13.  | 16 вересня 2002   | 10,000 | ITF Гайдарабад, Індія          | Тверде   | Вілаван Чомптанґ    | Шруті Дгаван Шітхаль Ґутхам              | 6–2, 6–2            |
| Перемога  | 14.  | 31 березня 2003   | 10,000 | ITF Мумбаї, Індія              | Тверде   | Акгуль Аманмурадова | Рушмі Чакравартхі Сай Джаялакшмі Джаярам | 6–2, 6–2            |
| Поразка   | 15.  | 13 квітня 2003    | 10,000 | ITF Мумбаї, Індія              | Тверде   | Акгуль Аманмурадова | Людмила Ріхтерова Юлія Єфремова          | 5–7, 5–7            |
| Перемога  | 16.  | 11 травня 2003    | 10,000 | ITF Сурабая, Індонезія         | Ґрунт    | Чжуан Цзяжун        | Ліза Андріяні Вукірасіх Савондарі        | 6–1, 6–0            |
| Поразка   | 17.  | 8 червня 2003     | 25,000 | ITF Сеул, Південна Корея       | Тверде   | Томоко Йонемура     | Хісамацу Сіхо Чон Мі Ра                  | 3–6, 1–6            |
| Перемога  | 18.  | 10 серпня 2003    | 10,000 | ITF Лагос, Нігерія             | Тверде   | Мегга Вакарія       | Anca Anastasiu Jennifer Debodt           | 6–1, 6–2            |
| Перемога  | 19.  | 17 серпня 2003    | 10,000 | ITF Лагос, Нігерія             | Тверде   | Мегга Вакарія       | Liza Pereira Viplav Сонал Пхадке         | 6–4, 6–4            |
| Перемога  | 20.  | 31 серпня 2003    | 10,000 | ITF Нью-Делі, Індія            | Трава    | Мегга Вакарія       | Шруті Дгаван Шітхаль Ґутхам              | 6–1, 6–2            |
| Поразка   | 21.  | 8 вересня 2003    | 10,000 | ITF Бенгалуру, Індія           | Трава    | Мегга Вакарія       | Рушмі Чакравартхі Сай Джаялакшмі Джаярам | 2–6, 4–6            |
| Поразка   | 22.  | 5 квітня 2004     | 10,000 | ITF Нью-Делі, Індія            | Тверде   | Чжуан Цзяжун        | Ян Шуцзін Юй Їн                          | 6–7(8–10), 1–2 ret. |